# Struktura organizacyjna smukła
Struktura organizacyjna smukła – struktura o dużej liczbie szczebli zarządzania. Struktury smukłe są kosztowne (wymagają większej liczby menedżerów), opóźniają proces przekazywania informacji i decyzji, wymagają większej formalizacji. Pozwalają jednak na precyzyjną kontrolę działań, zapewniają narzędzia bezpośredniego oddziaływania kierownika na podwładnych, tworzą także możliwość ciągłego awansu.

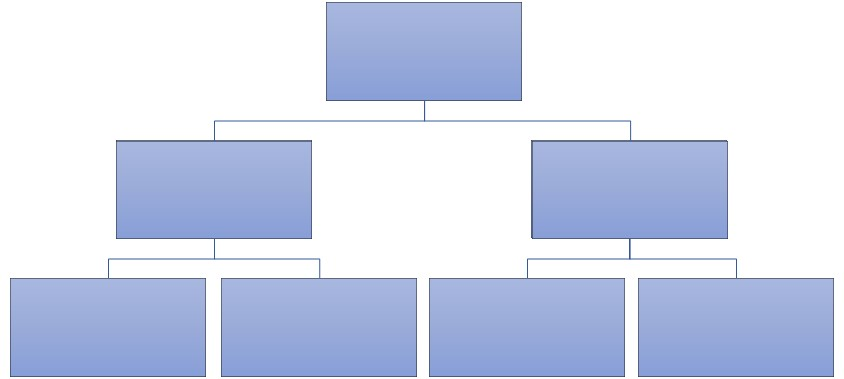
Struktura organizacyjna smukła